# 琴ヶ濱貞雄
琴ヶ濵 貞雄（ことがはま さだお、1927年10月10日 - 1981年6月7日）は、香川県三豊郡（現在の同県観音寺市）出身（出生地は宮崎県）で佐渡ヶ嶽部屋（入門時は二所ノ関部屋）に所属した大相撲力士。本名は宇草 貞雄（うくさ さだお）。最高位は東大関。現役時代の体格は177cm、117kg。得意手は左四つ、内掛け、上手投げ。

## 来歴

### 大相撲入り
宮崎県で馬の仲買人の長男として生まれ、後に香川県へ移った。幼い頃から大柄な体格で17歳の時には身長169cmに達した。
高等小学校を卒業すると父親が早世した影響で1944年9月に海軍に志願、その体格から上官に見出され海軍相撲に参加することになった。敗戦により軍が解散すると故郷に帰ったが食うに困らないとの理由で力士になろうと思い、同郷の初代・琴錦を紹介してもらい、二所ノ関部屋に入門した。1945年11月場所、本名の「宇草」で初土俵を踏む。
琴ヶ濵の四股名は、後に師匠となる琴錦と海岸（浜辺）にある観音寺にちなんで、行司の7代目・式守錦太夫が命名した。
素質には恵まれなかったが大変な稽古熱心で地力をつけ、翌年入門した若ノ花との稽古の激しさは今でも当時を知る人の間で語り継がれている。猛稽古に打ち込んだきっかけは、入門して間もない若ノ花が負け越し、彼を元気づけようと共に蕎麦を食べに行こうとしたところ、力道山から脱走しようとしたと誤解されたためだった。以来力道山から目を付けられ若ノ花と同様に命の危険を感じるほどの猛稽古をさせられた。いつまでも体重が軽いままだったのも「稽古し過ぎるせいだ」と評された(そもそも部屋にアンコ型がいなかったという）。後によき稽古相手であると同時に親友でもある若乃花が横綱に昇進すると土俵入りでは太刀持ちを務めた。鍛え上げた赤銅色の体躯と精悍な面構えで「南海の黒豹」とあだ名された。
1946年に左足を負傷、これが琴ヶ濵の運命を決めた。左足を庇い浮かせぎみにして相撲を取るようになったが、これを有効に利用する方法を考え内掛けを使うようになった。兄弟子である玉櫻の指導により腰で廻しを切る稽古も行って威力を増したが、あまりの熱心さに負傷して便所に行けなくなることさえあった。腰を使って廻しを切り、相手が再度取ろうと手を伸ばしたところで左足を飛ばし鎌で刈り払うがことく決める内掛けの威力から「内掛けといったら琴ヶ濵、琴ヶ濵といったら内掛け」と言われるようになった。内掛けは1場所に5番ぐらいしかけており、琴ヶ濱が5回受賞した技能賞は「内掛け賞」とも言われた。

### 関取昇進以後
1949年10月場所で十両に昇進し、1950年5月場所で新入幕。1955年に元・兄弟子の佐渡ヶ嶽親方（元小結・琴錦）が二所ノ関部屋から独立して佐渡ヶ嶽部屋を創設したが、琴ヶ濵の二所ノ関部屋から佐渡ヶ嶽部屋への移籍は、1958年11月場所前に実現した。本来は部屋新設のタイミングでないと移籍は認められないが、看板力士を失いたくなかった二所ノ関が移籍を遅らせたという。
幕内の上位で活躍するようになり「儂は内掛けなどくらわん」と豪語した横綱・栃錦に内掛けを決めた際に栃錦は内掛け封印を宣言、二度と使わなかった。また、北ノ洋が「内掛けが来たら外掛けでひっくり返してやる」と作戦を立てた際にも内掛けで倒すなど、猛威を振るった。小結の地位にあった1957年1月場所は休場して3月場所では前頭8枚目まで落ちたがその場所で12勝3敗と好成績を挙げてから好調が続き、西張出小結の地位で迎えた同年5月場所では12勝3敗、西張出関脇の地位で迎えた翌9月場所では11勝4敗、東関脇の地位に付いた次の11月場所では10勝5敗という好成績を残し、この3場所で大関昇進に必要だった「3場所30勝」という当時の目安より一回り高い成績を残していた。
ところが直前場所が10勝止まりであった理由から、昇進は敢え無く見送られた。1957年は1月場所を途中休場しており、これがなければ年間最多勝を受賞できたであろうと、同年11月に行われた玉乃海太三郎との対談で話している。次の1958年1月場所では東関脇で11勝4敗の成績を挙げたが、再度却下される。それでも3場所連続で東関脇の地位で迎えた翌3月場所では、13勝2敗と好成績を残し大関・朝汐との優勝決定戦に出場、惜しくも敗れ優勝は逃したが直前場所の大活躍が認められて、ようやく念願の大関に昇進した。
大関昇進の翌年までは好成績が多く横綱昇進を期待されたが、以後は病や負傷に苦しみ果たせなかった。公式に記録されているものだけでも数多くあるが、特に右足親指を負傷してからは不振続きで、2場所連続負け越しでの角番が合わせて3度、当時の「大関は3場所連続の負け越しで陥落する」という特権的な制度を活用しているとまで言われる程の不振ぶりだった。軸足となる右足に力が入らなくては琴ヶ濵最大の武器である左内掛けは威力を発揮できなくなった。名大関とも呼ばれる反面、この現役晩年の不調が評価を下げたとも言われる。
最初の角番で迎えた1961年1月場所千秋楽、大関・柏戸と12勝2敗同士で勝った方が優勝の相星決戦（結果は敗退）までもつれたのが最後の光だった。
1962年11月場所後、現役を引退し、年寄・尾車を襲名。
引退後は、琴櫻のよき相談相手となり佐渡ヶ嶽（元・琴錦）の死後に部屋を彼が継承してからも補佐し長く審判委員を務めたが、1981年6月7日、脳出血のため東京都新宿区内の病院で死去した。53歳没。
没後、尾車の名跡は、琴乃富士（元前頭5）が3年間襲名した後、同じ佐渡ヶ嶽部屋の大関である琴風が継承した。

## 人物・エピソード
- 1957年11月場所後の座談会では、期待の力士として当時三段目であった納谷（後の横綱・大鵬）の名前を挙げた。その座談会の出席者であった玉乃海は当時幕下であった玉響や、甲潟、大文字などの名を挙げた[6]。
- 1957年11月場所は10日目の安念山との稽古で肩の骨を痛めたが、11日目の朝汐戦を控えている時、郷里の香川県から応援に来てくれた平尾という名の後援者が玉乃海と取組を見てくれており、片腕が上がらない中で朝汐に勝利。平尾は喜んで涙を流し、この場所は10勝を挙げた[6]。
- 稽古熱心ぶりは弟弟子から恐れられたが、厳しい稽古の中での指導は決して間違ってはおらず、後の横綱・琴櫻なども琴ヶ濵に鍛えられた。また厳しい反面ユーモアに溢れ、弟弟子への面倒見の良さでも知られた。
- 妻は関脇・磐石の娘。息子は琴宇草、のち父と同じ琴ヶ濵に改名。父の死後に佐渡ヶ嶽部屋に入門、1982年3月場所初土俵。1988年5月場所に三段目優勝を果たして注目されたが、幕下の壁をなかなか打ち破れず、最高位は東幕下35枚目（1988年7月場所）に留まった。1991年9月場所限り廃業。三段目上位が長かった。
- 同郷の中西太とは仲が良く、よく飲み歩いたという。
- 晩年、60キロほどにまで体重が落ちたが「やっと昔に戻った」と笑っていた。
- 故郷の香川県の寺院海岸寺の山門には、仁王像の代わりに、同郷の大豪久照（若三杉彰晃）と共に銅像が力士姿で立っている。

## 主な成績・記録
- 通算成績：500勝384敗92休 勝率.566
- 幕内成績：441勝352敗92休 勝率.556
- 大関成績：185勝152敗83休 勝率.549
- 現役在位：69場所
- 幕内在位：59場所
- 大関在位：28場所[3]
- 三役在位：9場所（関脇5場所、小結4場所）
- 三賞：8回
  - 殊勲賞：2回（1958年1月場所、1958年3月場所）
  - 技能賞：5回（1955年3月場所、1956年5月場所、1957年5月場所、1957年9月場所、1958年3月場所）
  - 敢闘賞：1回（1957年3月場所）
- 雷電賞：1回（1958年3月場所）
- 金星：7個（鏡里1個、千代の山2個、栃錦3個、吉葉山1個）
- 各段優勝
  - 十両優勝：1回（1949年10月場所）

### 場所別成績
|                     | 春場所           | 夏場所                | 秋場所                 |
| ------------------- | ---------------- | --------------------- | ---------------------- |
| 1945年 （昭和20年） | x                | x                     | 西新序 0–4             |
| 1946年 （昭和21年） | x                | 国技館修理 のため中止 | 西序二段21枚目 5–2     |
| 1947年 （昭和22年） | x                | 東序二段6枚目 4–1     | 東三段目10枚目 5–1     |
| 1948年 （昭和23年） | x                | 東幕下22枚目 3–3      | 東幕下21枚目 5–1       |
| 1949年 （昭和24年） | 東幕下7枚目 6–6  | 東幕下4枚目 12–3      | 西十両11枚目 優勝 11–4 |
| 1950年 （昭和25年） | 東十両2枚目 8–7  | 西前頭22枚目 8–7      | 西前頭17枚目 9–6       |
| 1951年 （昭和26年） | 西前頭13枚目 8–7 | 東前頭12枚目 8–7      | 東前頭7枚目 6–6–3      |
| 1952年 （昭和27年） | 東前頭9枚目 10–5 | 東前頭4枚目 6–9       | 西前頭6枚目 11–4       |

| | 一月場所 初場所（東京） | 三月場所 春場所（大阪） | 五月場所 夏場所（東京） | 七月場所 名古屋場所（愛知） | 九月場所 秋場所（東京） | 十一月場所 九州場所（福岡） |
| --- | ----------------------- | ----------------------- | ----------------------- | --------------------------- | ----------------------- | --------------------------- |
| 1953年 （昭和28年） | 西小結 5–10             | 東前頭3枚目 7–8 ★       | 西前頭4枚目 5–10        | x                           | 東前頭7枚目 7–8         | x                           |
| 1954年 （昭和29年） | 東前頭8枚目 7–8         | 西前頭9枚目 9–6         | 東前頭5枚目 8–7         | x                           | 西前頭2枚目 7–8         | x                           |
| 1955年 （昭和30年） | 東前頭4枚目 7–8 ★       | 西前頭5枚目 10–5 ★技    | 東前頭筆頭 7–8 ★        | x                           | 西前頭2枚目 5–10        | x                           |
| 1956年 （昭和31年） | 西前頭6枚目 10–5 ★      | 東前頭筆頭 9–6 ★        | 東小結 10–5 技          | x                           | 西関脇 7–8              | x                           |
| 1957年 （昭和32年） | 西張出小結 1–8–6        | 東前頭8枚目 12–3 敢     | 西張出小結 12–3 技      | x                           | 西張出関脇 11–4 技      | 東関脇 10–5                 |
| 1958年 （昭和33年） | 東関脇 11–4 殊          | 東関脇 13–2 技殊        | 西大関 11–4             | 東大関 10–5                 | 東大関 11–4             | 東大関 10–5                 |
| 1959年 （昭和34年） | 西大関 2–6–7            | 西大関 11–4             | 東大関 8–7              | 東大関 12–3                 | 東大関 0–6–9            | 西大関 10–5                 |
| 1960年 （昭和35年） | 西大関 9–6              | 東大関 8–7              | 東大関 3–7–5            | 西大関 10–5                 | 東大関 6–9              | 東張出大関 1–6–8            |
| 1961年 （昭和36年） | 西張出大関 12–3         | 西大関 9–6              | 東張出大関 5–10         | 東張出大関2 0–5–10          | 東張出大関2 9–6         | 東大関 3–7–5                |
| 1962年 （昭和37年） | 西大関 9–6              | 東大関 4–7–4            | 西張出大関 休場 0–0–15  | 東張出大関2 10–5            | 西大関 2–8–5            | 東張出大関2 引退 0–0–15     |
| 各欄の数字は、「勝ち-負け-休場」を示す。 優勝 引退 休場 十両 幕下 三賞：敢=敢闘賞、殊=殊勲賞、技=技能賞 その他：★=金星 番付階級：幕内 - 十両 - 幕下 - 三段目 - 序二段 - 序ノ口 幕内序列：横綱 - 大関 - 関脇 - 小結 - 前頭（「#数字」は各位内の序列） |                         |                         |                         |                             |                         |                             |

### 幕内対戦成績
| 愛知山   | 2  | 0     | 青ノ里   | 8  | 1    | 朝潮(米川) | 11 | 18*   | 東富士 | 1  | 4  |  |  |  |
| 愛宕山   | 2  | 0     | 天津風   | 1  | 0    | 泉洋       | 1  | 0     | 一乃矢 | 1  | 0  |  |  |  |
| 五ッ洋   | 1  | 0     | 岩風     | 11 | 5    | 宇多川     | 1  | 1     | 大岩山 | 0  | 1  |  |  |  |
| 大内山   | 9  | 9     | 大江戸   | 1  | 0    | 大瀬川     | 1  | 0     | 大起   | 6  | 4  |  |  |  |
| 大昇     | 6  | 1     | 大晃     | 16 | 6(1) | 小城ノ花   | 7  | 2     | 大蛇潟 | 7  | 1  |  |  |  |
| 海乃山   | 1  | 1     | 甲斐ノ山 | 3  | 1    | 開隆山     | 3  | 4     | 鏡里   | 3  | 15 |  |  |  |
| 柏戸     | 4  | 9     | 金乃花   | 2  | 0    | 神錦       | 2  | 0     | 北の洋 | 14 | 10 |  |  |  |
| 北葉山   | 7  | 9(2)  | 清恵波   | 2  | 3    | 九州錦     | 2  | 1     | 国登   | 5  | 5  |  |  |  |
| 高津山   | 0  | 2     | 小坂川   | 1  | 0    | 櫻國       | 1  | 0     | 櫻錦   | 0  | 1  |  |  |  |
| 佐田の山 | 3  | 2     | 潮錦     | 9  | 8    | 信夫山     | 16 | 4     | 嶋錦   | 1  | 1  |  |  |  |
| 清水川   | 8  | 3     | 千代の山 | 4  | 13   | 常錦       | 0  | 1     | 常ノ山 | 2  | 3  |  |  |  |
| 鶴ヶ嶺   | 14 | 8     | 輝昇     | 4  | 3    | 出羽錦     | 16 | 14(1) | 出羽湊 | 5  | 3  |  |  |  |
| 時津山   | 13 | 12    | 時錦     | 6  | 1    | 栃錦       | 7  | 20    | 栃ノ海 | 1  | 3  |  |  |  |
| 栃光     | 16 | 10(1) | 豊國     | 0  | 2    | 豊登       | 1  | 0     | 名寄岩 | 3  | 4  |  |  |  |
| 鳴門海   | 6  | 5     | 成山     | 7  | 8    | 白龍山     | 0  | 1     | 羽黒花 | 3  | 4  |  |  |  |
| 羽黒山   | 19 | 12(1) | 羽黒山   | 1  | 1    | 羽嶋山     | 12 | 5     | 緋縅   | 1  | 2  |  |  |  |
| 備州山   | 1  | 0     | 広瀬川   | 1  | 1    | 福ノ里     | 0  | 1     | 房錦   | 8  | 8  |  |  |  |
| 藤田     | 0  | 1     | 冨士錦   | 6  | 7    | 二瀬山     | 4  | 2     | 双ツ龍 | 7  | 4  |  |  |  |
| 不動岩   | 0  | 2     | 星甲     | 1  | 0    | 前田川     | 2  | 3     | 増巳山 | 4  | 1  |  |  |  |
| 松登     | 15 | 8(2)  | 三根山   | 10 | 3    | 緑國       | 0  | 1     | 宮城海 | 2  | 1  |  |  |  |
| 宮錦     | 4  | 1     | 明武谷   | 2  | 0    | 八方山     | 1  | 1     | 豊山   | 1  | 2  |  |  |  |
| 吉井山   | 4  | 2     | 吉田川   | 2  | 0    | 芳野嶺     | 1  | 0     | 吉葉山 | 4  | 9  |  |  |  |
| 若瀬川]  | 7  | 2     | 若羽黒   | 11 | 17   | 若葉山     | 8  | 1     | 若前田 | 11 | 7  |  |  |  |

- 他に優勝決定戦で朝潮に1敗。

## 改名歴
- 宇草 貞雄（うくさ さだお）1945年11月場所 - 1947年6月場所
- 琴ヶ濵 貞雄（ことがはま - ） 1947年11月場所 - 1962年11月場所

## 年寄変遷
- 尾車 貞男（おぐるま さだお）1962年11月 - 1981年6月